# 丝坦妮·奥尼安戈
丝坦妮·奥尼安戈（英語：Zeituni Onyango，/zeɪˈtʌni ɔːˈnjɑːŋɡoʊ/ zay-TUN-ee aw-NYAHNG-goh，1952年5月29日—2014年4月7日），是第44任美国总统奥巴马的姑妈。她是老巴拉克·奥巴马的同父异母的妹妹。她是一位电脑工程师。
她是肯尼亚人，2000年，她进入美国非法居留，2002年，申请政治避难。但是2004年申请被拒，在2004年被下令遣返，但她未离境，并仍住在波士顿的政府补贴的公房中。她的事情在2008年美国总统选举最后一天泄露。2010年5月，波士顿一个联邦移民法院批准奥扬戈的政治庇护。
2014年4月7日，她因为乳腺癌去世，享年61岁。